# Ecnomus ingibandi
Ecnomus ingibandi is een schietmot uit de familie Ecnomidae. De soort komt voor in het Australaziatisch gebied.